# 고마치야역
고마치야역(일본어: 小町屋駅)은 일본 나가노현 고마가네시에 위치한 도카이 여객철도 이다선의 철도역이다. 단선 승강장 1면 1선의 구조를 갖춘 지상역이다.

## 이용 현황
| 승차 인원 추이 | 승차 인원 추이 |
| 연도           | 1일 평균       |
| -------------- | -------------- |
| 1997           | 799            |
| 1998           | 768            |
| 1999           | 728            |
| 2000           | 697            |
| 2001           | 665            |
| 2002           | 653            |
| 2003           | 727            |
| 2004           | 719            |
| 2005           |                |
| 2006           |                |
| 2007           | 731            |
| 2008           |                |
| 2009           | 708            |
| 2010           | 673            |
| 2011           | 650            |
| 2012           | 649            |
| 2013           | 688            |

## 역 주변
- 고마가네 시청
- 고마가네 시민 체육관

## 역사
- 1914년 12월 26일 : 이나 전차 궤도(1919년에 이나 전기 철도로 개칭)의 이나후쿠오카 - 아카호(현.고마가네 역) 간 연신 때에 고마치야 정류장으로서 개업.
- 1943년 8월 1일 : 이나 전기 철도선이 이다선의 일부로서 국유화되어, 일본국유철도가 승계. 동시에 역으로 승격해, 고마치야역으로 한다.
  - 당시는, 도카이도 본선 하마마쓰 - 나고야 간의 각 역이나 이다선의 각 역, 주오 본선 가미스와 - 시오지리 간의 각 역, 마쓰모토역을 발착하는 여객만 이용되었다.
- 1954년 12월 1일 : 도쿄 도 구내의 각 역이나 나가노역을 발착하는 여객도 이용가능하다.
- 1971년
  - 4월 1일 : 여객 발착역의 제한을 폐지.
  - 12월 1일 : 업무위탁 종료, 무인화.
- 1987년 4월 1일 : 일본국유철도 분할 민영화에 의해, 도카이 여객철도가 승계.
- 2006년 8월 : 이난 바이패스 공사에 수반해 미나미다 시장 토지 구획 정리사업의 일환으로서 선로 동쪽에 새 승강장과 맞이방, 역 앞 광장의 건설을 착공.
- 2008년
  - 1월 19일 : 가설 승강장 사용개시.
  - 12월 13일 : 거기까지 서쪽에 있던 승강장과 맞이방을 선로 동쪽에 이전 신축, 사용 개시.
  - 12월 19일 : 새 승강장과 맞이방, 역 앞 광장의 오픈 식전. 교차로 등 역 앞 광장의 사용 개시.
- 2012년 3월 17일 : 쾌속 '미스즈'가 정차하게 되다.

## 인접 역
| 도카이 여객철도 이다선     | 도카이 여객철도 이다선 | 도카이 여객철도 이다선 |
| -------------------------- | ---------------------- | ---------------------- |
| 이나후쿠오카 도요하시 방면 | ■ 이다선               | 고마가네 다쓰노 방면   |